# Herrarnas C-2 i slalom i kanotsport vid olympiska sommarspelen 2008
Herrarnas C-2 slalom vid olympiska sommarspelen 2008 hölls på Shunyi Olympic Rowing-Canoeing Park i Peking. Det kördes en kvalomgång med två åk, där det bästa åket räknades och de tolv främsta gick vidare till semifinal. Där åkte varje idrottare en gång och de åtta bästa gick vidare till final. Där kördes ytterligare ett åk och den med bäst tid vann guld.

## Medaljörer
| Gren        | Guld                                                | Silver                                     | Brons                                          |
| C-2, slalom | Slovakien Pavol Hochschorner och Peter Hochschorner | Tjeckien Jaroslav Volf och Ondřej Štěpánek | Ryssland Michail Kuznetsov och Dmitrj Larionov |

## Resultat
| Placering | Namn                                          | Inledande omgång | Inledande omgång | Inledande omgång | Inledande omgång | Semifinal | Semifinal | Final  | Final  |
| Placering | Namn                                          | Åk 1             | Åk 2             | Totalt           | Placering        | Tid       | Placering | Tid    | Totalt |
| --------- | --------------------------------------------- | ---------------- | ---------------- | ---------------- | ---------------- | --------- | --------- | ------ | ------ |
| 1         | Pavol Hochschorner & Peter Hochschorner (SVK) | 93.69            | 93.04            | 186.73           | 1                | 94.88     | 2         | 95.94  | 190.82 |
| 2         | Jaroslav Volf & Ondřej Štěpánek (CZE)         | 93.78            | 97.16            | 190.94           | 4                | 95.33     | 3         | 97.56  | 192.89 |
| 3         | Michail Kuznetsov & Dmitrj Larionov (RUS)     | 98.43            | 97.65            | 196.08           | 6                | 98.57     | 4         | 98.80  | 197.37 |
| 4         | Cédric Forgit & Martin Braud (FRA)            | 96.17            | 92.39            | 188.56           | 2                | 102.76    | 5         | 95.43  | 198.19 |
| 5         | Andrea Benetti & Erik Masoero (ITA)           | 100.08           | 102.20           | 202.28           | 8                | 103.64    | 6         | 100.48 | 204.12 |
| 6         | Felix Michel & Sebastian Piersig (GER)        | 96.04            | 96.33            | 192.37           | 5                | 94.38     | 1         | 110.05 | 204.43 |
|           |                                               |                  |                  |                  |                  |           |           |        |        |
| 7         | Mark Bellofiore & Lachie Milne (AUS)          | 104.61           | 98.21            | 202.82           | 9                | 104.17    | 7         |        |        |
| 8         | Paweł Sarna & Marcin Pochwała (POL)           | 98.38            | 100.37           | 198.75           | 7                | 105.32    | 8         |        |        |
| 9         | Masatoshi Samma & Hiroyuki Nagao (JPN)        | 99.47            | 113.09           | 212.56           | 10               | 110.10    | 9         |        |        |
| 10        | Hu Minghai & Shu Junrong (CHN)                | 97.30            | 93.34            | 190.64           | 3                | 164.08    | 10        |        |        |
|           |                                               |                  |                  |                  |                  |           |           |        |        |
| 11        | Rick Powell & Casey Eichfeld (USA)            | 101.69           | 151.65           | 253.34           | 11               |           |           |        |        |
| 12        | Cyprian Ngidi & Cameron McIntosh (RSA)        | 119.83           | 157.37           | 277.20           | 12               |           |           |        |        |